# Claudine Blanc-Dumont
Claudine Blanc-Dumont, née le 8 septembre 1953 et morte le 10 octobre 2012, est une coloriste spécialisée dans la bande dessinée publiée en français.

## Biographie
Elle a notamment colorisé des albums des séries Blueberry et Jonathan Cartland,.
Claudine Blanc-Dumont a colorisé des albums des séries Colby, Albany & Sturgess, Blitz, Pour l'amour de l'art.
Elle était la conjointe du dessinateur Michel Blanc-Dumont.